# Kékes rétihéja
A kékes rétihéja (Circus cyaneus) a madarak osztályának a vágómadár-alakúak (Accipitriformes) rendjébe, ezen belül a vágómadárfélék családjába tartozó faj.

## Előfordulása
Európában, Ázsiában és Észak-Amerikában honos. Megtalálható hegyek között, sztyeppéken, mediterrán területeken és sivatagokban is. Rövidtávú vonuló.

## Alfajai
- Circus cyaneus cyaneus – eurázsiai alfaj
- északi rétihéja[1] (Circus cyaneus hudsonius) – észak-amerikai alfaj

## Megjelenése
Testmagassága 44-53 centiméter, szárnyfesztávolsága 100-120 centiméter. A hím 300-400 gramm, a tojó 400-600 gramm.
A hím háti része és feje kékesszürke mely élesen elválik a fehér hasaljtól, szárnyában egy széles fekete szárnycsúcs található, a felső farkfedők fehérek, hátulsó szárnyszéle sötét. A tojó felsőteste barna, a felső farkfedői fehérek, a mell sárgás-fehér alapon csíkozott. A fiatal madár annyiban különbözik a tojótól, hogy a mell vörösessárga árnyalatú.

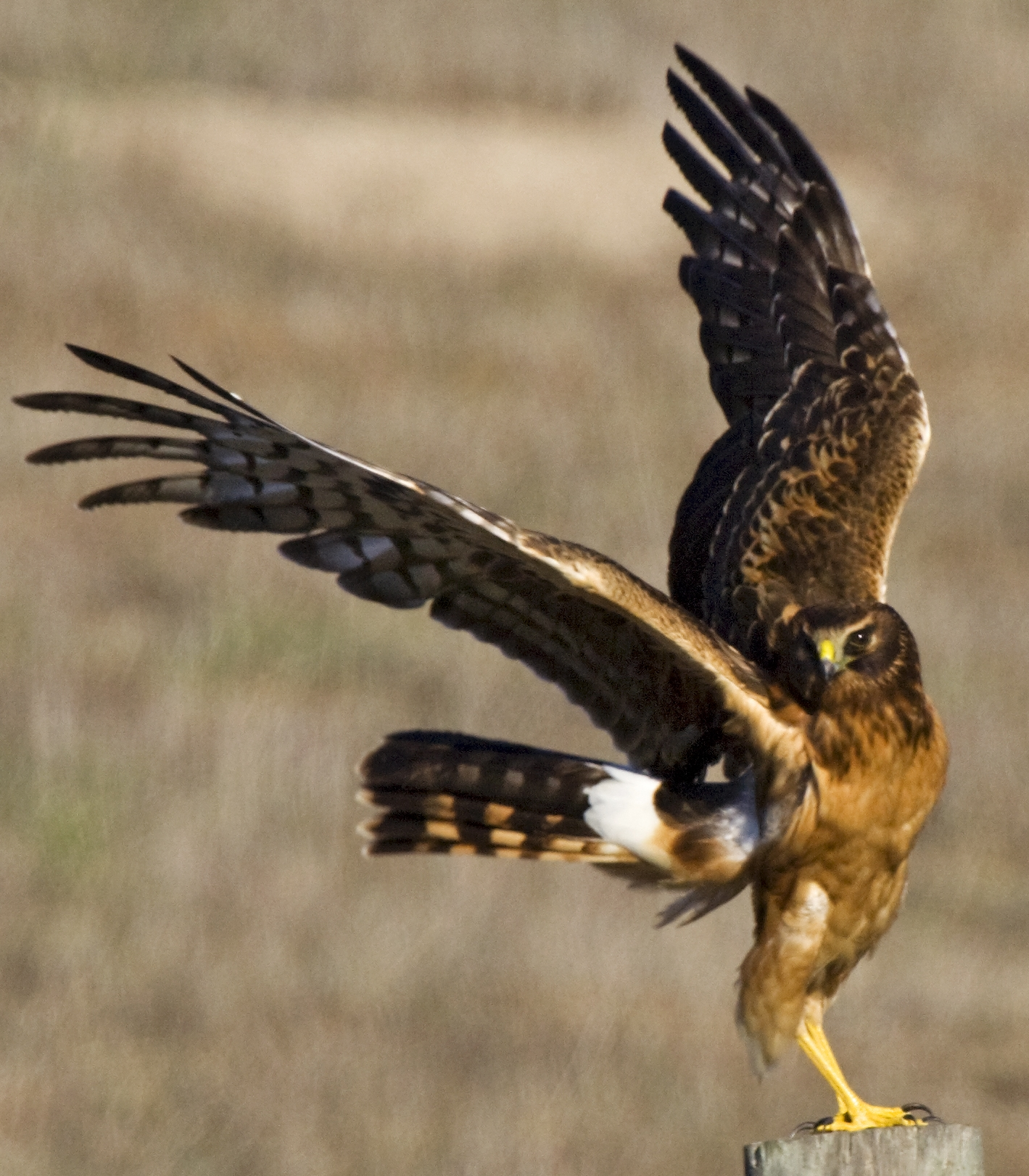
Fiatal madár - látható a vörösessárga árnyalat a mellen
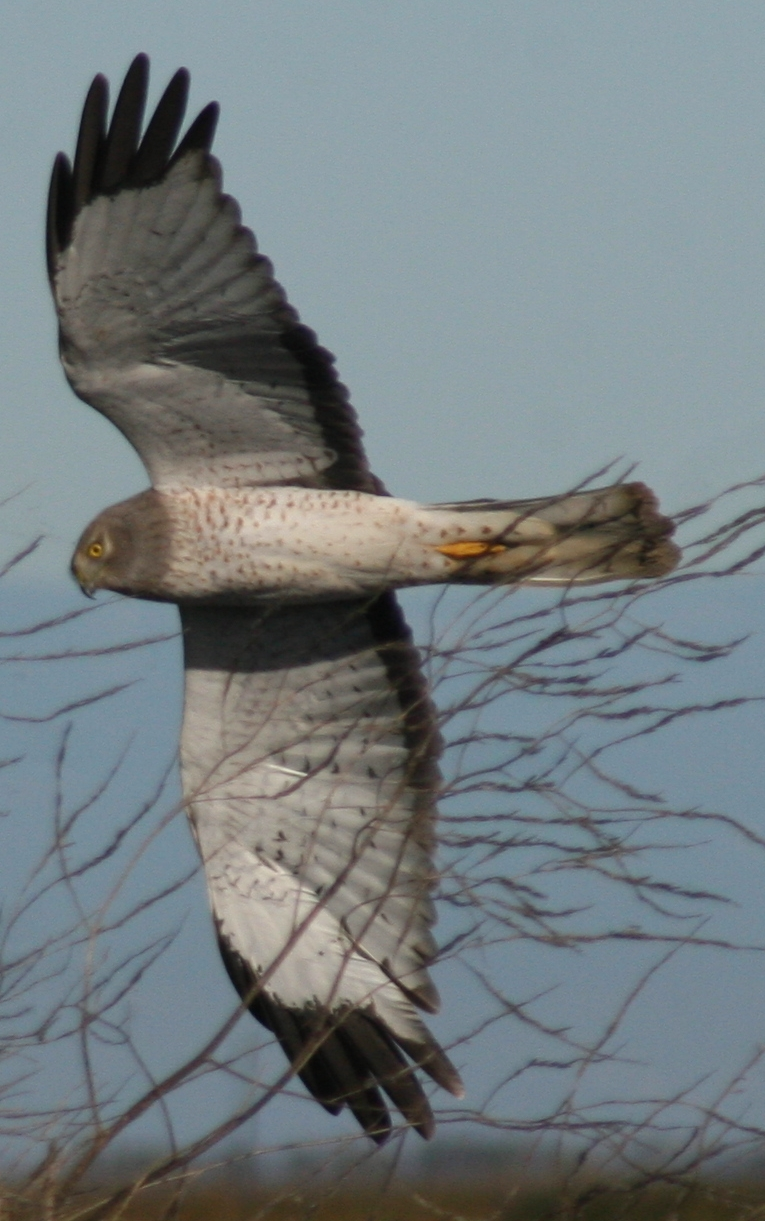
Felnőtt hím - látható a széles fekete szárnycsúcs és a sötét hátulsó szárnyszél
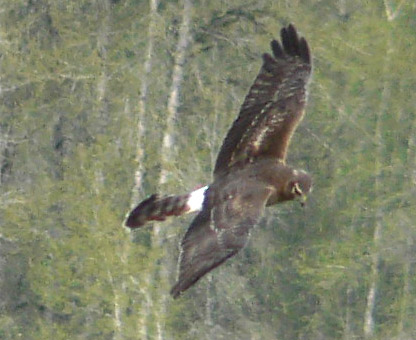
Egy fiatal madár röpte
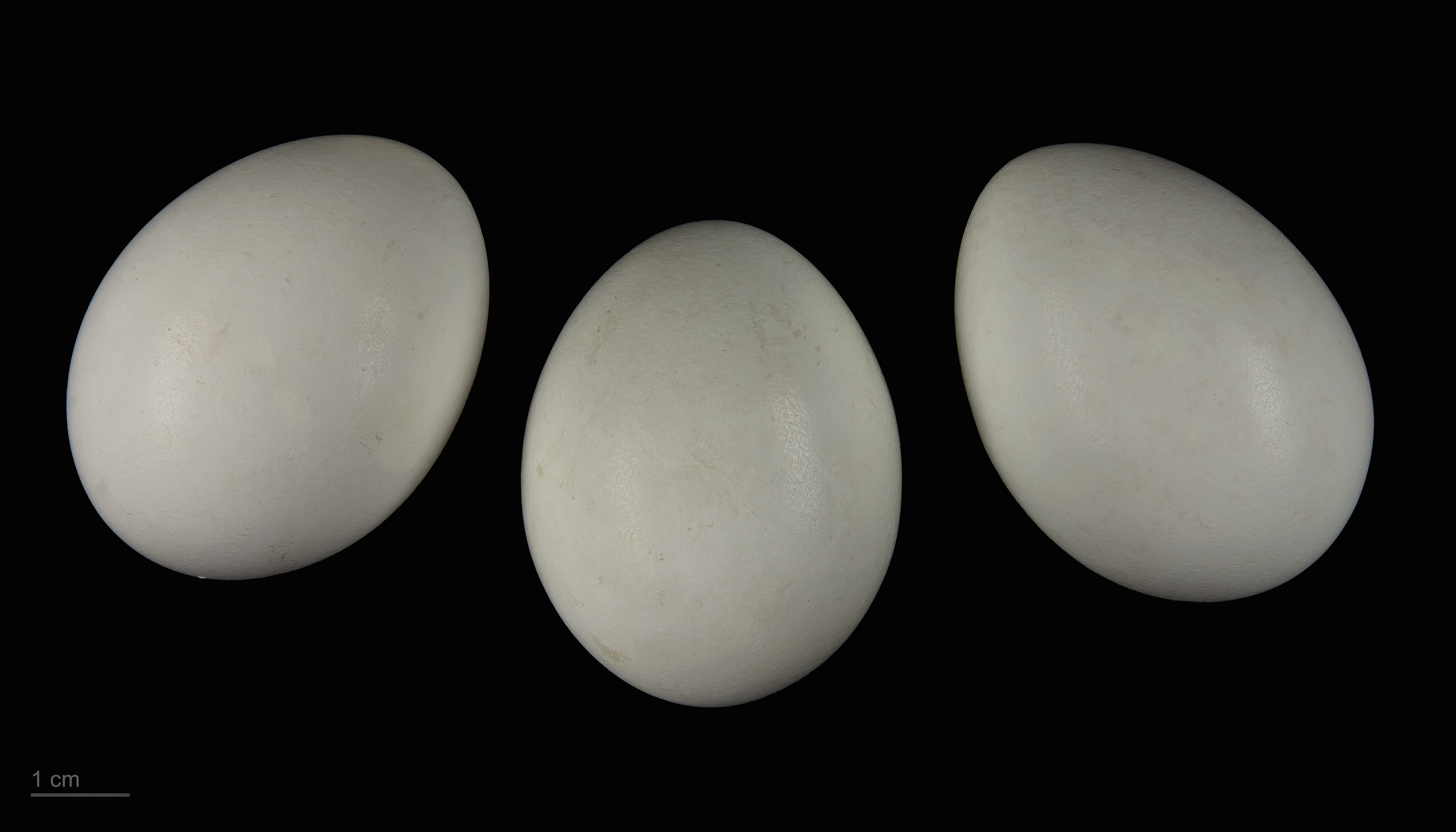
Museum specimen

## Életmódja
Kisemlősökkel, talajon élő és vízimadarakkal, halakkal, békákkal és rovarokkal táplálkozik.

## Szaporodása
Talajra vagy talaj közelébe gallyakból építi fészkét. Fészekalja 4-6 tojás, a kikelési idő 29-39 nap, a kirepülési idő 5-6 hét.

## Kárpát-medencei előfordulása
Magyarországon októbertől és áprilisig tartózkodik. A 2012. januárban végrehajtott madárszámlálás eredménye alapján 997 kékes rétihéja telelt Magyarországon.
2018-ban a madárszámlálás adatai alapján 785 itthon telelő kékes rétihéját figyeltek meg a madarakat számlálók.

## Védettsége
Szerepel a Természetvédelmi Világszövetség Vörös Listáján, de még mint nem fenyegetett. Európában sebezhető fajnak számít. Magyarországon védett, természetvédelmi értéke 50 000 Ft.